# Chiggiogna
Chiggiogna är en ort i kommunen Faido i kantonen Ticino, Schweiz. 
Chiggiogna var tidigare en egen kommun, men den 29 januari 2006 inkorporerades den i Faido.